# Nine Muses
Nine Muses (hangul: 나인뮤지스; muitas vezes estilizado como 9MUSES ou NINE MUSES) foi um grupo feminino sul-coreano formado pela Star Empire Entertainment em 2010. Sua última formação consistia em cinco integrantes, sendo elas: Sungah, Kyungri, Hyemi, Sojin e Keumjo.

## História

### Antecedentes
Antes de sua estreia, o grupo colaborou com sua colega de gravadora Seo In-young para o lançamento da canção Give Me como parte da trilha sonora do drama coreano da SBS, Prosecutor Princess.
Lee Sem era modelo promocional para revistas e participou de vários concursos de moda, incluindo 16th Super Model Selection Contest, onde foi premiada com o primeiro lugar e Asia Pacific Super Model Selection Contest, ambos em 2008. Em junho de 2009, a integrante Rana foi premiada com o segundo lugar no Asia Pacific Super Model Selection Contest, o mesmo em que Lee Sem venceu no ano anterior.
Em março de 2010, Minha realizou uma aparição na versão drama do videoclipe All Day Long de ZE:A como o par romântico de um dos integrante.

### 2010–2011: Estreia e mudanças na formação
Nine Muses foi oficialmente anunciado no dia 26 de março de 2010. O grupo estreou em agosto de 2010 com o CD single Let's Have a Party. A faixa principal No Playboy foi produzida pelos compositores Rainstone e Park Jinyoung. Em outubro, foi anunciado que a integrante Jaekyung deixaria o grupo para seguir sua carreira de modelo, e foi substituída por Hyuna. Para avançar no mercado japonês, em 26 de dezembro, Nine Muses performou no Seoul Train, um evento onde artistas e grupos de K-pop se apresentam para fãs japoneses, ao lado de V.O.X. e ZE:A.

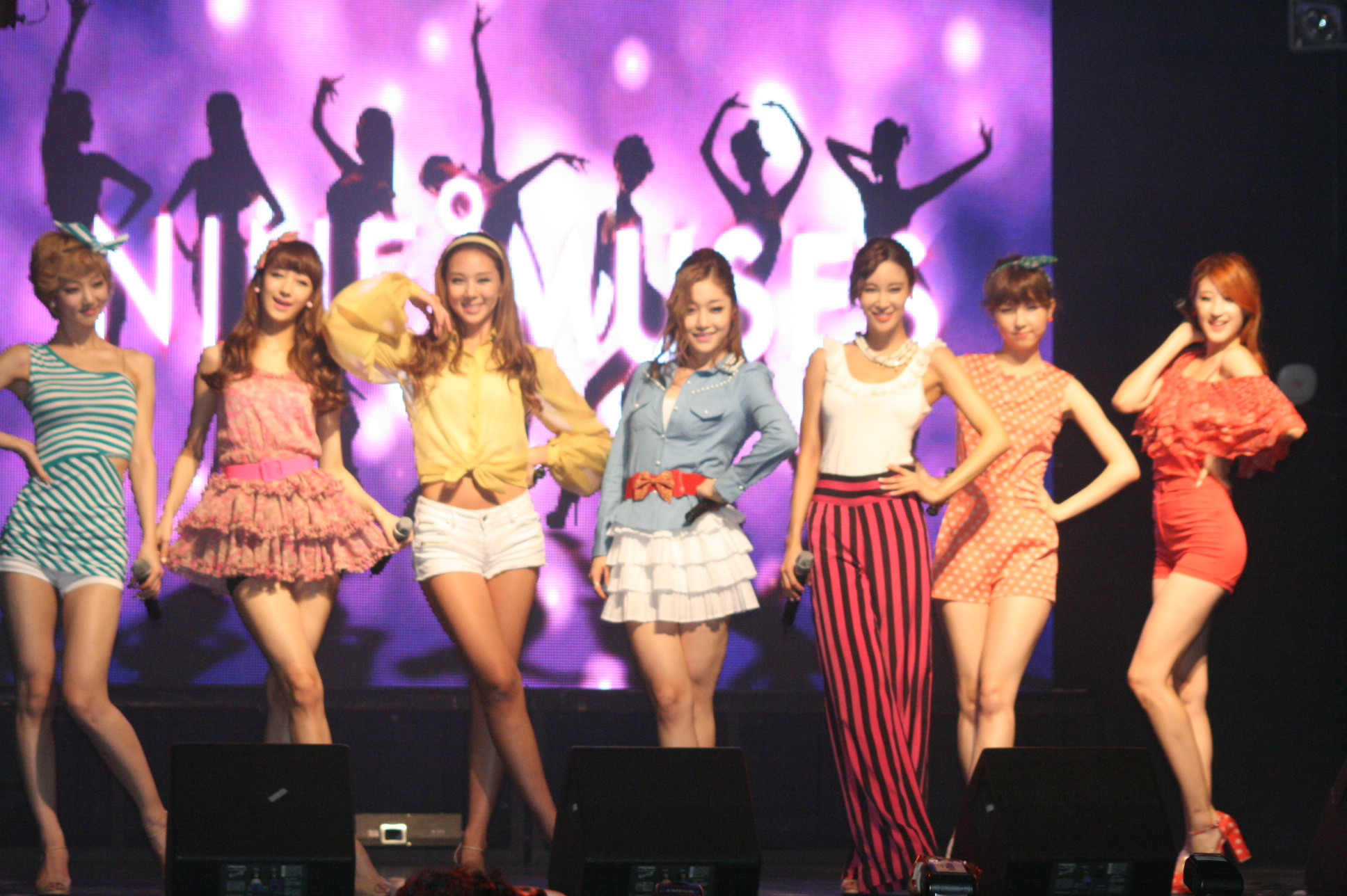
Nine Muses durante um evento showcase para as promoções do single Figaro, em 17 de agosto de 2011.

Em janeiro de 2011, foi anunciado que as integrantes Rana, Bini e Euaerin deixariam oficialmente o Nine Muses para seguirem carreira individual. No entanto, Euaerin retornou ao grupo meses depois. Nine Muses retornou como um grupo de sete integrantes, com o lançamento do single Figaro, em 18 de agosto de 2011. Durante as promoções da canção, a Star Empire anunciou que mudaria o nome do grupo para Sweet Candy devido ao grupo ser conhecido como nove musas mas possuir apenas 7 membros. Meses mais tarde, a Star Empire confirmou que o nome do grupo não seria alterado, e que havia planos de adicionar duas novas integrantes ao grupo.

### 2012–2013: Novas integrantes ePrima Donna
Nine Muses anunciou a entrada de uma nova integrante, durante uma apresentação do grupo em Abu Dhabi, Emirados Árabes Unidos. O grupo lançou um vídeo musical para News em 10 de janeiro de 2012, tento o lançamento oficial do single no dia seguinte. A música foi produzida por Sweetune, que também havia produzido Figaro. No dia 8 de março, Nine Muses lançou seu primeiro extended play Sweet Rendezvous, com o single promocional Ticket. Em 25 de maio, o grupo lançou dois vídeos musicais para sua campanha militar My Youth's Allegiance. Em 12 de dezembro, a Star Empire introduziu a nova integrante do Nine Muses, Sungah.

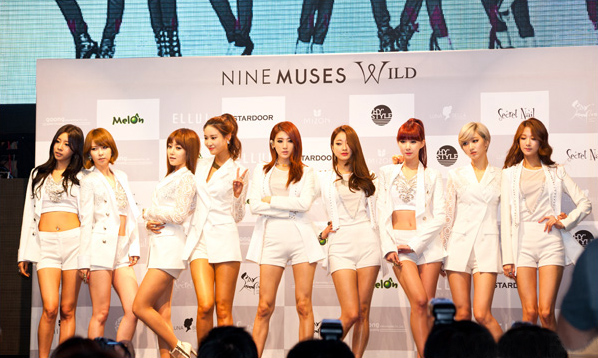
Nine Muses durante um evento showcase para as promoções do single Wild, em 9 de maio de 2013.

Em janeiro de 2013, Nine Muses lançou o single digital Dolls, que estreou na posição 35 no Gaon Top 100 Chart. Em 9 de maio, Nine Muses lançou seu segundo extended play Wild, com a faixa promocional de mesmo nome. O single estreou na posição 32, enquanto o extended play estreou na posição 4. Em 13 de outubro de 2013, Nine Muses lançou seu primeiro álbum de estúdio, Prima Donna, com o single promocional Gun. O single e o vídeo musical foram lançados em 4 de dezembro.

### 2014–2015: Mudança na formação,Drama,9Muses S/S EditioneLost
Em 29 de janeiro de 2014, a Star Empire anunciou a graduação das integrantes Lee Sem e Eunji. Em 23 de junho, foi anunciado que o contrato da integrante Sera havia expirado e ela também se graduou do grupo. Foi confirmado que novos membros iriam se juntar ao grupo para o retorno de Nine Muses. Em 3 de setembro, Kyungri, juntamente com o colega de gravadora Kevin e a estagiária Sojin, formaram uma subunidade projeto chamada Nasty Nasty.

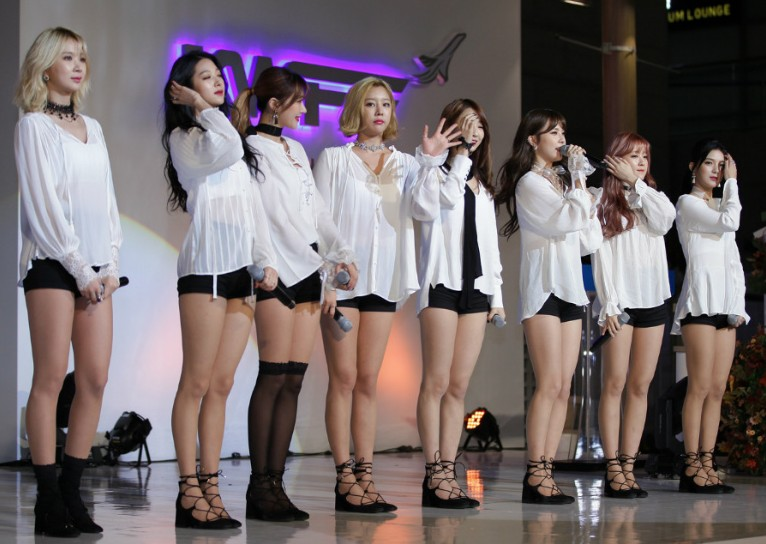
Nine Muses se apresentando no evento Korean Wave Fashion Festival, em 28 de novembro de 2015.

Em 8 de janeiro de 2015, o Star Empire anunciou que o terceiro álbum do grupo, Drama, seria lançado em 23 de janeiro. A Star Empire adicionou mais duas novas integrantes: Jo Sojin, que havia estreado com Nasty Nasty, e Lee Keumjo. Nine muses realizou seu showcase de Drama no dia 21 de janeiro de 2015 com uma nova formação de oito membros e performance sua faixa promocional Drama pela primeira vez, que foi transmitida no YouTube. Em julho de 2015, Nine Muses lançou seu quarto extended play 9Muses S/S Edition com a faixa promocional Hurt Locker. Seguido pelo seu quinto extended play Lost, lançado em 24 de novembro.

### 2016–2017: Primeiro concerto, mudança na formação, Nine Muses A, pausa de Sungah,Muses Diary Part.2: Identity, segundo concerto eMuses Diary Part.3: Love City
Nine Muses realizou seu primeiro concerto, intitulado Muse In The City em 19 de fevereiro de 2016, no Wapop Hall em Seul. O grupo também realizou dois encontros de fãs na China. Em 7 de junho, a Star Empire revelou que o contrato das integrantes Minha e Euaerin e haviam expirado e decidiram se graduar do grupo. Também foi revelado que Nine Muses faria um retorno no verão com uma subunidade de quatro integrantes, chamada Nine Muses A, uma abreviatura para Nine Muses Amuse, composta pelas integrantes Kyungri, Hyemi, Sojin e Keumjo. Em 4 de outubro, foi anunciado a graduação da integrante Hyuna. Foi revelado que o grupo continuaria como um grupo de cinco membros, sem planos para adoção de novos membros.

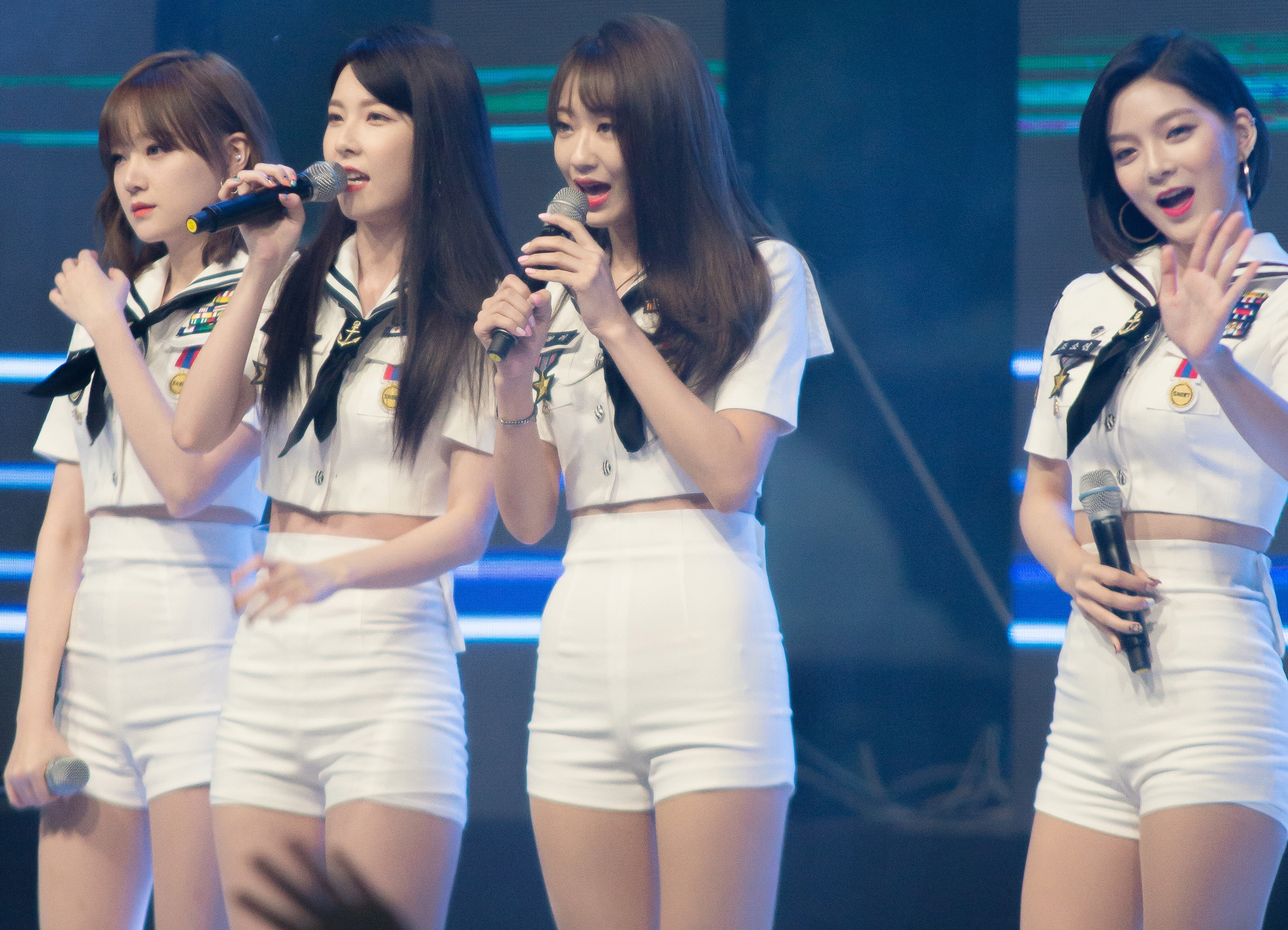
Nine Muses performando na Soonchunhyang University, em 8 de setembro de 2016.

Foi revelado que Nine Muses iria promover como um grupo de quatro integrantes, pois Sungah havia cessado suas promoções com o grupo por tempo indeterminado para focar em suas atividades individuais. Em 19 de junho, o grupo lançou o extended play Muses Diary Part.2 : Identity. O EP possui seis faixas, incluindo a faixa principal Remember. Nine Muses realizou seu segundo concerto chamado RE:MINE no em 29 de julho no Bluesquare Samsung Card Hall, localizado em Yongsan-gu. Em 3 de agosto, o grupo lançou uma versão repaginada de Muses Diary Part.2 : Identity, intitulado Muses Diary Part.3 : Love City. Esta versão possui quatro faixas do EP anterior e mais duas faixas, incluindo a faixa promocional Love City.

### 2019: Término
No dia 12 de fevereiro de 2019, a Star Empire anunciou que o Nine Muses terminaria após seu último encontro com os fãs, que aconteceu no dia 24 de fevereiro de 2019. O evento reuniu também as ex-integrantes HyunA, Minha, Euaerin e Sungah.
O grupo lançou um single digital "Remember" no dia 14 de fevereiro, sendo esse o último trabalho do grupo.

## Integrantes

### Ex-integrantes
- Rana (hangul: 라나), nascida Kim Ra-na (hangul: 김라나) em 26 de junho de 1983 (41 anos) em Seul, Coreia do Sul.
- Bini (hangul: 비니), nascida Lee Hye-bin (hangul: 이혜빈) em 13 de novembro de 1985 (39 anos) em Seul, Coreia do Sul.
- Hyuna (hangul: 현아), nascida Moon Hyun-ah (hangul: 문현아) em 19 de janeiro de 1987 (38 anos) em Yeosu, Jeolla do Sul, Coreia do Sul.
- Leesem (hangul: 이샘), nascida Lee Hyun-joo (hangul: 이현주) em 5 de maio de 1987 (37 anos) em Donghae, Gangwon, Coreia do Sul.
- Jaekyung (hangul: 재경), nascida Jung Seo-young (hangul: 정서영) em 9 de setembro de 1987 (37 anos) em Seul, Coreia do Sul.
- Sera (hangul: 세라), nascida Ryu Se-ra (hangul: 류세라) em 3 de outubro de 1987 (37 anos) em Busan, Coreia do Sul.
- Euaerin (hangul: 이유애린), nascida Lee Hye-min (hangul: 이혜민) em 3 de maio de 1988 (36 anos) em Seul, Coreia do Sul.
- Eunji (hangul: 은지), nascida Park Eun-ji (hangul: 박은지) em 27 de setembro de 1988 (36 anos) em Jeonju, Jeolla do Norte, Coreia do Sul.
- Sungah (hangul: 성아), nascida Son Sung-ah (hangul: 손성아) em 8 de junho de 1989 (35 anos) em Seul, Coreia do Sul.[31]
- Kyungri (hangul: 경리), nascida Park Kyung-ri (hangul: 박경리) em 5 de julho de 1990 (34 anos) em Busan, Coreia do Sul.[32][33]
- Minha (hangul: 민하), nascida Park Min-ha (hangul: 박민하) em 27 de junho de 1991 (33 anos) em Seul, Coreia do Sul.
- Hyemi (hangul: 혜미), nascida Pyo Hye-mi (hangul: 표혜미) em 3 de abril de 1991 (33 anos) em Gwangju, Coreia do Sul.[34][35]
- Sojin (hangul: 소진), nascida Jo So-jin (hangul: 조소진) em 11 de novembro de 1991 (33 anos) em Masan, Gyeongsang do Norte, Coreia do Sul.[36][37]
- Keumjo (hangul: 금조), nascida Lee Keum-jo (hangul: 이금조) em 17 de novembro de 1992 (32 anos) em Daegu, Coreia do Sul.[38]

## Subunidades

### Nine Muses A
Em junho de 2016, foi revelado que Nine Muses faria seu retorno no verão com uma subunidade de quatro integrantes, chamada Nine Muses A (em coreano:  나인뮤지스), uma abreviatura de Nine Muses Amuse. A unidade estreou oficialmente em 4 de agosto, com o extended play Muses Diary.

## Discografia

### Álbuns de estúdio
- 2013: Prima Donna

### Extended plays
- 2012: Sweet Rendezvous
- 2013: Wild
- 2015: Drama
- 2015: 9Muses S/S Edition
- 2015: Lost
- 2017: Muses Diary Part.2 : Identity / Muses Diary Part 3. Love City

### CDsingles
- 2010: Let's Have a Party
- 2013: Dolls

## Prêmios
| Years | Awards |
| ----- | --- |
| 2010  | - Korean Beauty Design Expo - Beauty Popularity Star Award - 18th Korean Culture Entertainment Awards: New Generation Popular Music Teen Singer Award |
| 2013  | - 8th Asia Model Festival Awards - The 4th Annual KPOP+Music Awards: Most Improved Artist - The 4th Annual KPOP+Music Awards: Best Female Group       |
| 2016  | - K-Ville Music Awards: Best Female Group - KMC Music Awards: Best Female Group                                                                       |